# 4528 Berg
4528 Berg este un asteroid din centura principală, descoperit pe 13 august 1983 de Edward Bowell.